# پاپفی رنگارنگ

نقشه زیستگاه Eriocnemis mirabilis

پاپفی رنگارنگ (نام علمی: Eriocnemis mirabilis) یک مگس‌مرغ در حال انقراض بومی کلمبیا است.
در سال ۲۰۰۵، سواروفسکی اپتیک بودجه‌ای اهدا کرد که به سازمان حفاظت از پرندگان آمریکا و Fundación ProAves اجازه داد تا ذخیره‌گاه ۱۹۸۰ هکتاری برای این گونه ایجاد کنند.
جمعیت پاپفی رنگارنگ در حدود ۲۵۰ تا ۹۹۹ پرنده بالغ تخمین زده می‌شود.